# 雙室似尖葉節蜱
雙室似尖葉節蜱（学名：Acaphyllisa duplicella）为節蜱科似尖葉節蜱屬下的一个种。